# Seal (album 1994)
Seal, anche conosciuto con il titolo Seal II è il secondo album del cantante britannico Seal, pubblicato nel 1994 dalla ZTT, Warner Music UK, Sire. L'album contiene i singoli Prayer for the Dying, Kiss from a Rose, Newborn Friend e Don't Cry.

## Tracce
1. Bring It On (Bruce/Coleman/Melvoin/Rizzo/Isidore/Seal) - 3:58
2. Prayer for the Dying (Seal/Isidore) – 5:30
3. Dreaming in Metaphors (Isidore/Seal) – 5:52
4. Don't Cry (Seal) – 6:17
5. Fast Changes (Isidore/Seal) – 5:42
6. Kiss from a Rose (Seal) – 4:47
7. People Asking Why (Seal) – 4:45
8. Newborn Friend (Seal) – 4:05
9. If I Could (duet with Joni Mitchell) (Seal) – 4:16
10. I'm Alive (Coleman/Melvoin/Rizzo/Isidore/Seal) – 4:02
11. Bring It On (Reprise) (Bruce/Coleman/Melvoin/Rizzo/Isidore/Seal)  – 1:15